# Goera fuscula
Goera fuscula är en nattsländeart som beskrevs av Banks 1905. Goera fuscula ingår i släktet Goera och familjen grusrörsnattsländor. Inga underarter finns listade i Catalogue of Life.